# Kim Soo-young
Kim Soo-young fue un poeta coreano.

## Biografía
Kim Soo-young (Seúl, 1921-1968) fue un poeta y traductor coreano cuya poesía exploró el amor y la libertad como ideales poéticos y políticos. Nació en Seúl el 27 de noviembre de 1921. Después de graduarse de la escuela secundaria, fue a Japón para estudiar en la Universidad de Comercio de Tokio. Volvió a Corea en 1943 para evitar el reclutamiento de estudiantes al ejército japonés. Un año más tarde se mudó a Jilin, Manchuria, con su familia y fue profesor en una escuela secundaria. Por aquel entonces Kim Soo-young ya estaba muy involucrado con el teatro. Después de la independencia de Corea en 1945, volvió a Seúl para trabajar como intérprete y finalmente fue transferido al Departamento de inglés de la Universidad Yonhui. Fue reclutado por el ejército de Corea del Norte y capturado como prisionero de guerra. Finalmente fue liberado en el Campo de prisioneros de Guerra de la Isla de Geojedo en 1952, donde trabajó como intérprete para el director del hospital y para el ejército de los Estados Unidos. Después de volver a Seúl, en 1954 enseñó inglés en la escuela secundaria Sunrin y empezó a trabajar para el semanario Pacífico y el periódico Pyeonghwa Shinmun. Al año siguiente dejó el trabajo y empezó a cuidar aves de corral para poder dedicarse a la poesía, traducción y crítica literaria. Publicó una recopilación de poesía titulada Juegos de la luna (Dallaraui Jangnan), por la que recibió el primer premio de la Asociación de Poetas. Murió el 16 de junio de 1968 en un accidente de tráfico en Corea de Sur.

## Obra
Su orientación literaria fue clara cuando siguió a otros poetas jóvenes coreanos en "La segunda parte", un grupo dedicado a reorientar la poesía coreana del tradicionalismo y el liricismo de principios de la década de 1950 para hacer frente a preocupaciones sociales con un uso nuevo del lenguaje. En sus poemas se pueden vislumbrar innovaciones como el surrealismo, la abstracción, la prosa, el argot y la blasfemia. Sus primeros poemas fueron de estilo modernista, más tarde cambió, usando palabras cotidianas y tratando temas sociales. Muchos tratan sobre política, ya de manera abierta o encubierta.
Según el académico de literatura coreana Brother Anthony of Taize, la importancia y el impacto de la poesía de Kim Soo-young se hicieron patentes recién tras su muerte. Solo publicó un volumen de poesía en 1959. Poco antes de morir, escribió un artículo teórico que desencadenó un intenso debate.
Quizá su poema más conocido es Hierba. El Premio Kim Soo-young de poesía contemporánea lleva su nombre en su honor.

## Publicaciones
- Juegos en la luna (Dalnara-ui jangnan), publicado en 1959, fue el único libro de poesía que public'o durante su vida.
- La obra completa de Su-young, Vol.1 (Poemas). Minumsa Publishing Group 2003, 394p, ISBN 9788937407147.

## Premios
- Premio de poesía de la Asociación coreana de poetas, 1958
- El Premio Kim Soo-young de literatura se creó en 1981 en su honor